# Sikorsky MH-53 Pave Low
El Sikorsky HH-53 Super Jolly Green Giant es una versión del helicóptero CH-53 Sea Stallion, construido por la compañía estadounidense Sikorsky Aircraft para la Fuerza aérea de los Estados Unidos para realizar operaciones de búsqueda y rescate en combate de largo alcance. Fue diseñado para reemplazar al HH-3E "Jolly Green Giant". El HH-53 fue luego mejorado al MH-53 Pave Low.
La flota de MH-53J/M de la Fuerza Aérea fue retirada el 1 de octubre de 2008.

## Desarrollo
La Fuerza Aérea había ordenado variantes del HH-53B y del HH-53C para ser operadas como unidades de búsqueda y rescate, y desarrolló el MH-53J Pave Low para realizar misiones de Operaciones Especiales.
El Pave Low está diseñado para realizar misiones de baja cota, largo alcance y para penetrar en áreas enemigas sin ser detectado, de día o de noche, en clima adverso, para operaciones de infiltración, exfiltración o reprovisionamiento de fuerzas de operaciones especiales. Los Pave Low trabajan frecuentemente con un MC-130H Combat Talon para navegación, comunicaciones y soporte, y con un MC-130P Combat Shadow para abastecimiento de combustible.
A pesar de ser conocido oficialmente como el Stallion, por su gran estructura verde le llaman el Super Jolly Green Giant. Este nombre es una referencia al más pequeño HH-3E Jolly Green Giant, una versión agrandada del H-3 Sea King utilizada en la Guerra de Vietnam en operaciones de búsqueda y rescate.

### HH-53B

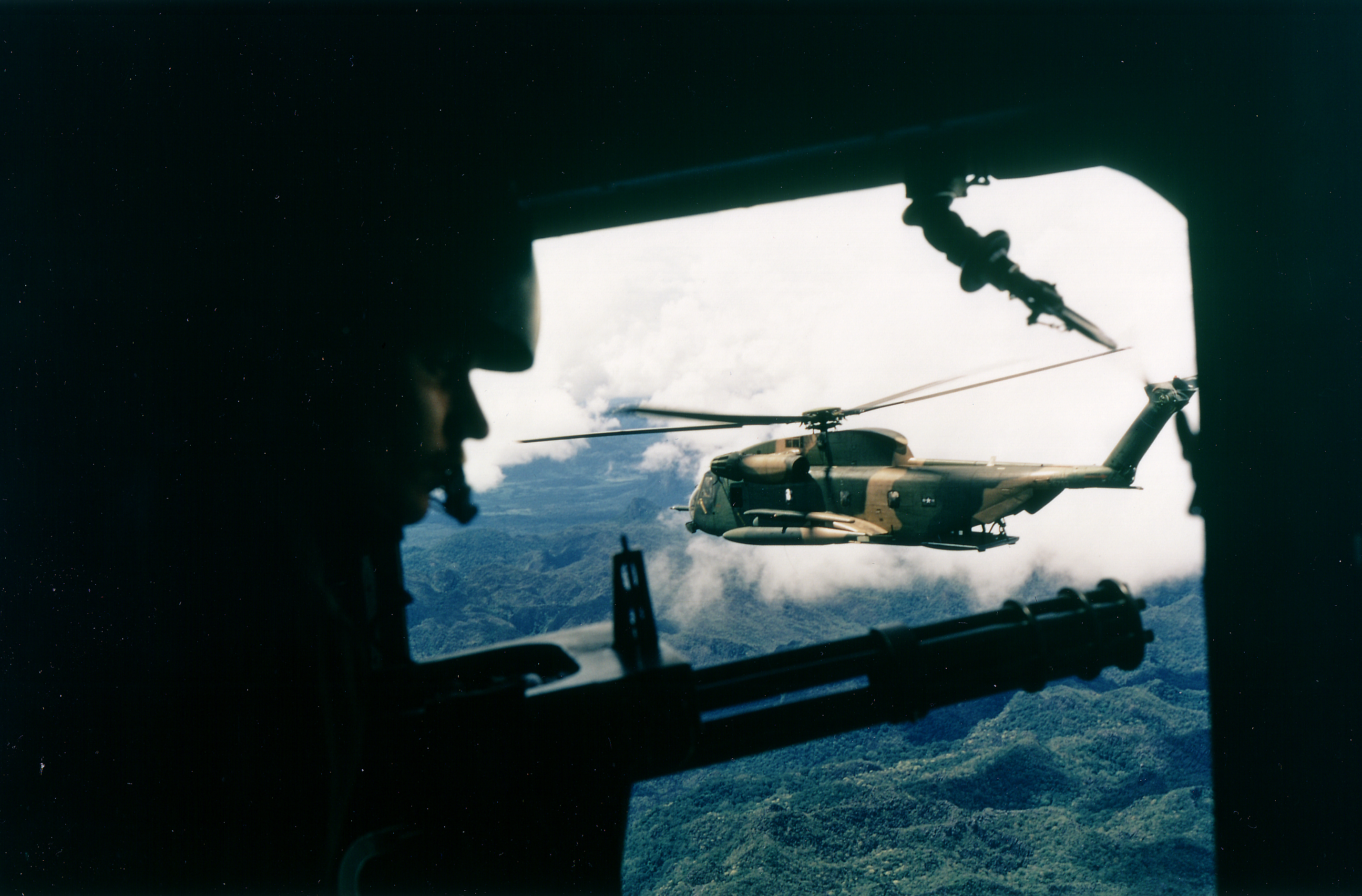
Un HH-53 de la 40th Aerospace Rescue and Recovery Squadron visto desde la posición del artillero de un helicóptero del 21st Special Operations Squadron en Vietnam, octubre de 1972.

La Fuerza Aérea de los Estados Unidos (USAF) tenía gran aprecio por el Sikorsky S-61R/HH-3E "Jolly Green Giant" para realizar operaciones de búsqueda y rescate de largo alcance, así que se interesaron en el S-65, de mayor capacidad. En 1966, la USAF otorgó un contrato a Sikorsky para el desarrollo de una variante del CH-53A
El "HH-53B", tal como fue diseñado, contaba con las siguientes características:
- Una sonda retráctil en la parte derecha del morro, para reabastecimiento de combustible.
- Depósitos externos desechables de 2461 l de combustible.
- Un cabrestante de rescate encima de la puerta derecha de pasajeros.
- Tres ametralladoras General Electric GAU-2/A de 7,62mm de seis cañones, con una en la escotilla delantera a cada lado del fuselaje y una montada en la rampa de cola.
- Un total de 544 kg de blindaje.
- Un radar de navegación Doppler.
- Los primeros HH-53B tenían turbinas T64-GE-3, pero estos motores fueron luego mejorados al T64-GE-7. La tripulación consistía de 5 personas, incluyendo el piloto, copiloto, jefe de tripulación y dos rescatistas de la Fuerza Aérea.[5]

Mientras se esperaba la entrega de los HH-53B, la Fuerza Aérea obtuvo dos CH-53A del Cuerpo de Marines de los Estados Unidos para entrenamiento y evaluación. El primero de ocho HH-53B realizó su vuelo inicial el 15 de marzo de 1967, y empezó realizando misiones de búsqueda y rescate para el Servicio de Rescate y Recuperación Aeroespacial de la Fuerza Aérea en el sudeste de Asia para finales de ese año. La USAF llamó al HH-53B el "Super Jolly". Era utilizado para operaciones CSAR (búsqueda y rescate en combate), operaciones encubiertas, y localizar cápsulas de reingreso de satélites de reconocimiento KH-8.

### HH-53C
El HH-53B fue esencialmente un modelo interino, pues la producción se movió prontamente a una versión mejorada, el "HH-53C". La principal diferencia entre el HH-53B y el HH-53C era que este último tenía soportes de montaje para depósitos de combustible. La experiencia con el HH-53B mostró que el depósito de combustible era muy grande, afectando el rendimiento cuando estaban llenos, así que se adoptaron tanques más pequeños de 1703 l. Otros cambios incluyeron una mejora en las radios para mejorar la comunicación con los cisternas C-130, aeronaves de ataque de apoyo a las misiones de CSAR, y tripulaciones esperando en tierra. El HH-53C era, por lo demás, igual que el HH-53B, pero con los más potentes motores T64-GE-7.
Se construyeron un total de 44 HH-53C, y entraron en servicio en agosto de 1968. Luego, durante la guerra, se les instalaron compartimientos de contramedidas para contrarrestar la amenaza de los misiles infrarrojos. Así como el HH-53B, el HH-53C también fue utilizado en operaciones encubiertas y la recuperación de cápsulas de reingreso. Unos fueron diseñados para apoyar al programa espacial Apollo. Estos esperaban recuperar una cápsula de servicio de Apollo en caso de un aborto de lanzamiento, si es que este incidente alguna vez llegaba a suceder.
Adicional a los HH-53C, la Fuerza Aérea obtuvo 20 "CH-53C" para trabajo más general. Los CH-53C eran muy similares a los HH-53C, pero no tenían la sonda de reabastecimiento.Como los CH-53C eran utilizados para operaciones encubiertas, estos también estaban armados y blindados.
Los Super Jollies llegaron a la prensa en noviembre de 1970 por la fracasada operación Operation Ivory Coast en Vietnam del Norte, que tenía como objetivo el rescate de prisioneros del campo Son Tay, así como la operación de rescate de la tripulación del carguero SS Mayagüez, apresado por combatientes de los Jemeres Rojos en Camboya en mayo de 1975. La Fuerza Aérea perdió 17 Super Jolly durante el conflicto, con 14 de ellos en combate y 3 más en accidentes.
Los HH-53B, HH-53C y el CH-53C se mantuvieron en servicio hasta finales de la década de los 80. Los Super Jolly fueron pintados en diferentes diseños de camuflaje, mientras que los que permanecieron para operaciones de rescate en los Estados Unidos fueron pintados de gris con una banda amarilla de cola. Un gran número de Super Jolly fueron convertidos al "Pave Low".

### HH/MH-53H
Los Super Jolly tenían el inconveniente de que trabajaban mejor de día y en buen clima. En 1969, se iniciaron pruebas con un sistema de sensores y de visión nocturna denominado "Pave Low I", y se evaluó su efectividad en combate en un Super Jolly. Las pruebas no fueron satisfactorias.
En 1975, se le instaló a un HH-53B un sistema de radar mejorado "Pave Low II". El ejercicio fue mucho más satisfactorio y así, ocho HH-53C fueron dotados de sistemas mejorados "HH-53H Pave Low III". Todos fueron entregados en 1979 y 1980. Dos de los HH-53H acabaron destruidos en accidentes de entrenamiento en 1984, así que se trajeron dos CH-53C mejorados bajo las especificaciones del HH-53H.
El HH-53H mantuvo la sonda de reabastecimiento, depósitos externos, elevador de rescate y las tres armas de defensa del HH-53C; el armamento era típicamente una miniametralladora en cada lado y una Browning de 12,7 mm en la cola. Al HH-53H se le agregaron también las siguientes mejoras:
- Un visor infrrarojo Texas Instruments AN/AAQ-10.
- Un radar de terreno (TFR) Texas Instruments AN/APQ-158.
- Un sistema de navegación por radar Doppler del fabricante canadiense Marconi.
- Un sistema de guiado de inercia (INS) Litton o Honeywell.
- Una pantalla computarizada de movimiento de mapa.[5]
- Un receptor de advertencia de radar (RWR) y dispensadores de chaff-flare.

El FLIR y TFR fueron instalados en una montura distinta en la "barbilla" del helicóptero. El HH-53H podía cargar 27 soldados o 14 camillas. Las mejoras fueron realizadas por la Naval en Pensacola, reflejando el hecho que la Naval realizaba mantenimiento de alto nivel a los S-65 de la Fuerza Aérea. En 1986, los HH-53H que quedaban fueron mejorados bajo el programa "CONSTANT GREEN": recibieron iluminación de cabina azul-verde para compatibilidad con las gafas de visión nocturna. Fueron reclasificados como aparatos para operaciones especiales y se les dio una nueva designación: "MH-53H".
El HH-53H dio buenos resultados y la Fuerza Aérea decidió ordenas más, obteniendo una configuración avanzada en el "MH-53J Pave Low III". La configuración general del MH-53J es similar a la del HH-53J, pero sus turbinas son T64-GE-415 de 4380 shp de potencia, así como más blindaje, para un total de 450 kg de blindaje protector. También se hicieron mejoras a la aviónica del helicóptero, como un navegador GPS. 31 HH-53B, HH-53C y CH-53C fueron actualizados a la configuración del MH-53J desde 1986 hasta 1990, para llegar así al número de 41 MH-53J.

### MH-53J/M

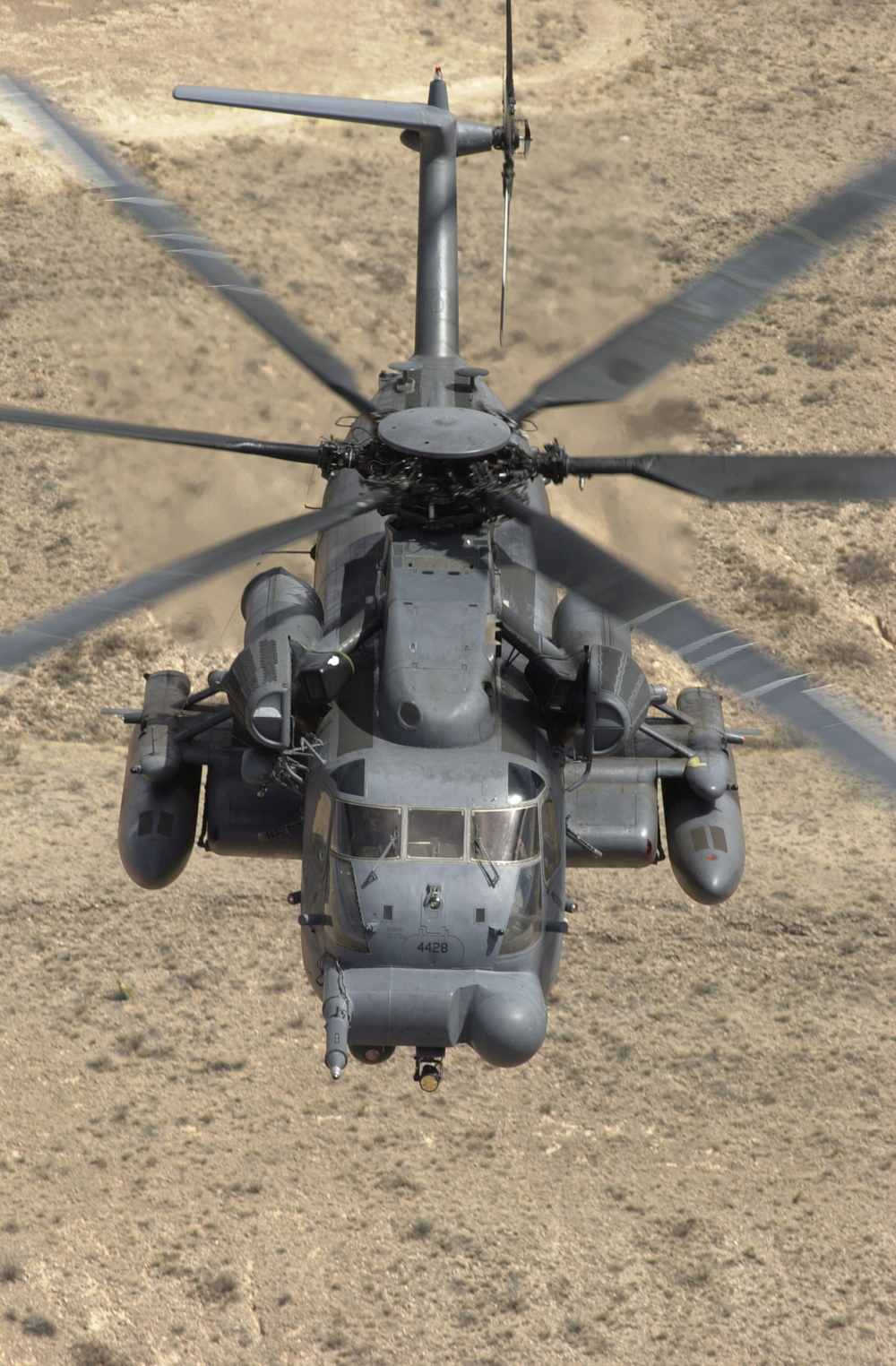
Un MH-53J Pave Low IIIE del 551er Escuadrón de Operaciones Especiales, 58va Ala de Operaciones Especiales, volando una misión de entrenamiento.

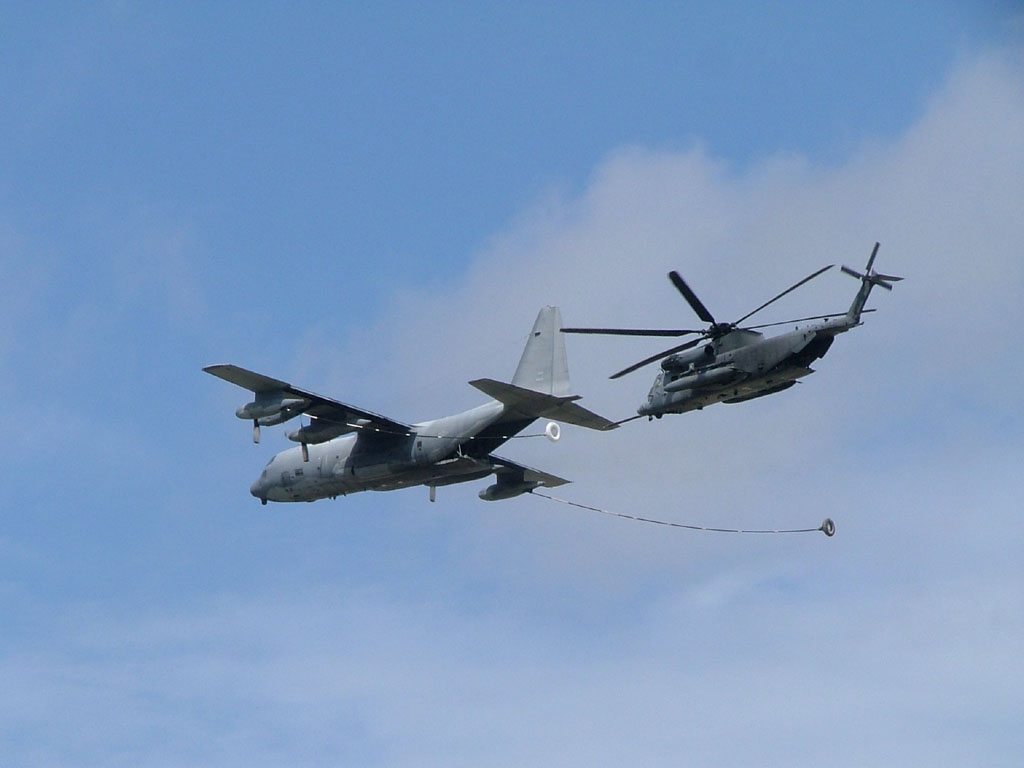
Un MH-53 Pave Low del 352do Grupo de Operaciones Especiales de RAF Mildenhall, Reino Unido, acercándose a un MC-130P durante una demostración de reabastecimiento aéreo en 2004.

El helicóptero de carga pesada "MH-53J Pave Low III" es el helicóptero más grande, poderoso y tecnológicamente más avanzado en la Fuerza Aérea de los Estados Unidos. El radar de seguimiento y radar anticolisión, el sensor delantero infrarrojo, el sistema inercial de navegación y el sistema de posicionamiento global, así como la proyección del mapa a la tripulación, le permiten seguir las variaciones del terreno y evitar obstáculos, haciendo posible la penetración de bajo nivel.
Bajo el programa "Pave Low III", la Fuerza Aérea modificó nueve MH-53H y 32 HH-53 para realizar operaciones nocturnas y en clima adverso. Las modificaciones incluyeron el infrarrojo de seguimiento de terreno, sistema inercial de navegación, GPS, sistemas de navegación Doppler, radar anticolisión APQ-158, computadora de a bordo, sistemas de navegación mejorados y aviónica integrada para habilitar la navegación precisa desde y hacia zonas de destino. La Fuerza Aérea designó a estas aeronaves como MH-53J.
La misión principal del MH-53J es la descarga, abastecimiento y recuperación de fuerzas especiales que se encuentren tras líneas enemigas. También puede realizar operaciones de búsqueda y rescate en combate (CSAR). La penetración de bajo nivel es posible gracias a los modernos radares y sensores infrarrojos del helicóptero.
El helicóptero está equipado con placas de blindaje. Puede transportar 38 tropas y 9000 kg de carga en su gancho externo. Alcanza velocidades de 266 km/h y una altitud de 16 000 pies.
El "MH-53M Pavw Low IV" es un modelo MH-53J que ha sido modificado con un Interactive Defensive Avionics System/Multi-Mission Advanced Tactical Terminal o IDAS/MATT. El sistema mejora las capacidades de defensa del helicóptero. Provee acceso total a la situación en el campo de batalla, a través de actualizaciones en tiempo real de las órdenes de combate. Provee un nivel nuevo de detección de amenazas mediante el despliegue en el horizonte de objetos que han sido actualizados en tiempo real, de tal forma que la tripulación pueda evadir estas amenazas y replanear la ruta.

## Variantes
TH-53A
Versión de entrenamiento utilizada por la USAF.
HH-53B
CH-53A usado para búsqueda y rescate.
CH-53C
Versión de carga pesada, 22 construidos.
HH-53C
"Super Jolly Green Giant", HH-53B mejorado para la USAF.
S-65C-2 (S-65o)
Versión de exportación para Austria y luego para Israel.
S-65-C3
Versión de exportación para Israel.
YHH-53H
Prototipo del Pave Low I.
HH-53H
Pave Low II, infiltrador nocturno.
MH-53H
Redesignación del HH-53H.
MH-53J
Conversiones "Pave Low III" de los HH-53B, HH-53C y HH-53H para operaciones especiales.
MH-53M
MH-53J mejorados al "Pave Low IV".

## Antiguos operadores
Estados Unidos
- Fuerza Aérea de los Estados Unidos[6]

## Cultura popular
- El MH-53M Pave Low IV aparece en la película Transformers como el modo alterno del decepticon Blackout y Grindor.
- En la novela Peligro claro e inminente de Tom Clancy, Jack Ryan y John Clark utilizan un MH-53J Pave Low III para entrar en territorio colombiano y rescatar a los militares abandonados en la jungla.
- En el videojuego Call of Duty: Modern Warfare 2 y Call of Duty: Modern Warfare 3 aparece el helicóptero en el multijugador en línea como helicóptero blindado de asalto.
- En el episodio 22 de la primera temporada de la serie The West Wing ("El ala oeste de la Casa Blanca"), se menciona al MH-53J como elemento para el rescate de un piloto norteamericano en Irak.
- En uno de los capítulos de Neon Genesis Evangelion, cuando Gendō Ikari y Kōzō Fuyutsuki vuelan en uno de estos aparatos, marcado incluso con un número de cola correspondiente a una aeronave del servicio japonés; pasan justo encima de uno de los lagos artificiales con los que se encubren las explosiones del combate anterior.
- Aparece en la película del año 2002: "Pánico nuclear/La Suma de Todos los Miedos" (The sum of all fears), cuando una explosión nuclear detona en Baltimore, Estados Unidos, y alcanza al convoy del presidente cuando escapaba del lugar; después de la explosión, el presidente Fowler es rescatado por el Cuerpo de Marines de Estados Unidos en un helicóptero MH-53 Pave Low.
- En el videojuego de Left 4 Dead 2 aparece este helicóptero. Su primera aparición es al inicio de la campaña Dead Center, donde los supervivientes intentan llamar la atención del piloto en vano, y en la campaña Parish (la última campaña canónica del juego). Los supervivientes son rescatados tras cruzar el puente.

## Especificaciones (MH-53J)[7]
Referencia datos: USAF MH-53J/M, International Directory, Vectorsite

### Características generales
- Tripulación: Seis (dos pilotos, dos ingenieros de vuelo y dos artilleros)
- Capacidad: 37 soldados (55 en configuración alternativa)
- Longitud: 28 m
- Diámetro rotor principal: 21,9 m
- Altura: 7,6 m
- Peso vacío: 14 515 kg
- Peso máximo al despegue: 21 000 kg (22 679,62 kg en tiempo de guerra)
- Planta motriz: 2× turboeje General Electric T64-GE-100.
  - Potencia: 3230 kW (4330 shp) cada uno.
- Hélices: De 6 palas el rotor principal, de 4 el de cola

### Rendimiento
- Velocidad máxima operativa (Vno): 315 km/h
- Velocidad crucero (Vc): 278 km/h
- Alcance: 1100 km aumentado mediante reabastecimiento en vuelo
- Techo de vuelo: 4900 m (16 000 pies)

### Armamento
- Ametralladoras: 

  - 3x M134 Minigun de 7,62 mm y/o Browning M2 de 12,7 mm montadas a los lados y en la rampa trasera

### Desarrollos relacionados
- CH-53 Sea Stallion
- CH-53E Super Stallion
- HH-3E "Jolly Green Giant"

### Aeronaves similares
- MH-47 Chinook
- Sikorsky HH-60 Pave Hawk

### Secuencias de designación
- Secuencia S-_ (interna de Sikorsky): ← S-62 - S-63 - S-64 - S-65 - S-66 - S-67 - S-68 →
- Secuencia _H-_ (Helicópteros estadounidenses, 1962-presente): ← QH-50 - XH-51 - HH-52 - CH-53/HH-53/MH-53/CH-53E/CH-53K - CH-54 - TH-55 - AH-56 →

### Listas relacionadas
- Anexo:Aeronaves de la Fuerza Aérea de los Estados Unidos (históricas y actuales)